# Åsted Å
Åsted Å er et ca. 12 km langt tilløb til Elling Å, ca. 10 km vest for Frederikshavn i Vendsyssel. Den har sit udspring i nogle morænebakker mellem landsbyerne Gærum og Stenhøj, og løber først mod nordøst, og fra Gærum  overvejende mod nord.  Syd for Ravnshøj snor den sig den gennem det fredede habitatområde Åsted Ådal, og fortsætter videre herfra til udløbet i Elling Å nordøst for landsbyen Kvissel. Åsted å er et  ureguleret  naturvandløb med stejle  skrænter og ellesumpe,  med et efter danske forhold usædvanligt  stærkt fald på  gennemsnitligt  3-4 meter pr. km.

## Ekstern henvisninger og kilder
- Naturturist Nordjylland, Åsted Ådal
- Natura 2000-område 8: Åsted Ådal, Bangsbo Ådal og omliggende overdrevsområder (Webside ikke længere tilgængelig)

|  | Denne artikel om lokaliteten Åsted Å kan blive bedre, hvis der indsættes et (bedre) billede. Du kan hjælpe ved at afsøge Wikimedia Commons for et passende billede eller lægge et op på Wikimedia Commons med en af de tilladte licenser og indsætte det i artiklen. |

57°26′N 10°25′Ø / 57.433°N 10.417°Ø